# Pyrrhospora luminescens
Pyrrhospora luminescens är en lavart som beskrevs av Aptroot & Wolseley. Pyrrhospora luminescens ingår i släktet Pyrrhospora och familjen Lecanoraceae.   Inga underarter finns listade i Catalogue of Life.